# Walter Tavares
Walter Samuel Tavares da Veiga, conocido como Edy Tavares (Maio, Cabo Verde, 22 de marzo de 1992), es un jugador de baloncesto caboverdiano. Con 2,20 o 2,21 m de altura, según las fuentes, juega de pívot. Pertenece a la plantilla del Real Madrid de la Liga ACB y es internacional con la selección de baloncesto de Cabo Verde. Fue elegido en el draft de la NBA de 2014 en el puesto 43.º de segunda ronda por los Atlanta Hawks, con los que jugó 12 partidos, y uno con los Cleveland Cavaliers.

## Trayectoria

### Inicios
Hasta los 17 años Tavares no había jugado al baloncesto. Un comerciante alemán vecino de su familia lo puso en contacto con los responsables de la cantera del C. B. Gran Canaria y tras una prueba, en 2009 se incorpora a dicho club.
Durante dos años jugó en la LEB plata con el filial grancanario, pasando un año cedido en U. B. La Palma de la LEB Oro. En la temporada 2012-13 alternó filial con el primer equipo debutando en la liga ACB en enero de 2013.

### ACB
En la temporada 2013-14 se integró plenamente en la primera plantilla, promediando 21 minutos y 7 puntos en la liga regular. Al final de dicha liga regular fue elegido dentro del mejor quinteto joven de la liga.
El 27 de junio de 2014 fue elegido en el puesto 43.º del draft de la NBA de 2014 por los Atlanta Hawks. Unas semanas más tarde participó en la liga de verano de Las Vegas con dicho equipo. Sin embargo la siguiente temporada continuó en el C. B. Gran Canaria, mejorando sus números, 7,8 puntos, 8,1 rebotes y 13,4 de valoración, amén de liderar la clasificación de tapones con  1,8 por partido. 
Fue elegido MVP de la primera jornada del Last 32 de la Eurocup al sumar 40 puntos de valoración en la victoria sobre el Dinamo Sassari. Tras una buena actuación en las semifinales, habiendo sido elegido MVP del partido de ida en el que anotó 12 puntos y capturó 11 rebotes frente al UNICS Kazan. Finalmente obtuvo el subcampeonato de la Eurocup 2014-15, siendo incluido en el quinteto ideal del torneo.

### Atlanta Hawks
Al finalizar la temporada anunció su incorporación a los Hawks para la temporada 2015-16 de la NBA. Su debut en la NBA se produjo el 29 de octubre de 2015, jugando un minuto contra los New York Knicks, de esta forma fue el primer caboverdiano en jugar en la liga estadounidense. Sin embargo, al poco de empezar la temporada, fue asignado a los Austin Spurs de la NBA D-League, aunque los Hawks lo llamaron de nuevo al primer equipo días después.

### Raptors 905
El resto de la temporada lo pasó cedido en Austin, de manera que acumuló solo 11 partidos NBA. Tras las ligas de verano y jugar un primer partido en la temporada 2016-17, fue cortado, dejando los Hawks el 31 de octubre de 2016. Poco después, el 12 de noviembre se incorporó a los Raptors 905, equipo de la D-League vinculado a los Toronto Raptors.  En el mes de febrero fue designado para participar en el All-Star Game 2017 de la NBA D-League que se disputó en New Orleans.
El 25 de marzo en la victoria ante los Erie Bayhawks, Tavares firmó el primer triple-doble de su carrera, con 15 puntos, 11 rebotes y 12 tapones, quedándose a 2 del récord de la liga. Hizo una buena temporada en la D-League, promediando 9,8 puntos, 8 rebotes y 3 tapones y recibió los premios de Mejor Defensor de la NBA D-League y Mejor Quinteto de la NBA D-League.

### Cleveland Cavaliers
Sin terminar la temporada, en abril dejó los Raptors 905 para volver a la NBA, incorporándose a los Cleveland Cavaliers como sustituto de Larry Sanders antes del comienzo de los play offs. Debutó con los Cavaliers en el último partido de la temporada regular, sumando 24 minutos en los que logró colocar seis tapones a los Toronto Raptors. En octubre de 2017, poco antes de comenzar la temporada 2017-18, fue cortado por los Cavs.

### Real Madrid
En noviembre de 2017, Tavares llegó a un acuerdo con el Real Madrid de la Liga Endesa. El jugador se vinculó al club blanco hasta el final de la temporada 2019–20. En junio de 2019 renovó su contrato por cinco temporadas más hasta 2024. La temporada 2021-22 fue especialmente buena para él, consiguiendo formar parte del quinteto ideal de la Euroliga, así como lograr el MVP de la final de la Liga Endesa en el último partido del play-off por el título de liga.
El 29 de enero de 2023 se convirtió en el cuarto máximo taponador de la historia de la ACB al conseguir 529 tapones superando así a Arvydas Sabonis. El 21 de mayo de 2023 tras ganar su segunda Euroliga con el Real Madrid, fue nombrado MVP de la Final Four de la Euroliga.

## Estadísticas de su carrera en la NBA

### Temporada regular
| Año     | Equipo    | PJ | PT | MPP  | %TC   | %3P  | %TL  | RPP  | APP | ROB | TPP | PPP |
| ------- | --------- | -- | -- | ---- | ----- | ---- | ---- | ---- | --- | --- | --- | --- |
| 2015-16 | Atlanta   | 11 | 0  | 6.6  | .579  | .000 | .375 | 1.9  | .3  | .1  | .6  | 2.3 |
| 2016-17 | Atlanta   | 1  | 0  | 4.0  | 1.000 | .000 | .000 | 1.0  | .0  | .0  | .0  | 2.0 |
| 2016-17 | Cleveland | 1  | 0  | 24.0 | .750  | .000 | .000 | 10.0 | 1.0 | .0  | 6.0 | 6.0 |
| Total   | Total     | 13 | 0  | 7.8  | .625  | .000 | .273 | 2.5  | .3  | .1  | .9  | 2.5 |

## Selección nacional
Ha sido internacional con la selección de Cabo Verde, participando en el AfroBasket 2013 en Abiyán, Costa de Marfil y el AfroBasket 2021 en Kigali, Ruanda.
Durante agosto y septiembre de 2023 fue integrante de la selección de Cabo Verde que participó en el Mundial de 2023 celebrado en Asia, y que finalizó en vigesimoctavo lugar.

## Logros y reconocimientos

### Club
- Euroliga (2): 2018, 2023.
- Liga ACB (4): 2018, 2019, 2022, 2024.
- Copa del Rey (2): 2020, 2024.
- Supercopa de España (6): 2018, 2019, 2020,  2021, 2022, 2023

### Individual
- Mejor Quinteto Joven de la ACB (1): 2014.
- Mejor Quinteto de la Eurocup (1): 2015
- Mejor Defensor de la NBA D-League (1): 2017
- Mejor Quinteto Defensivo de la NBA D-League (1): 2017
- Mejor Quinteto de la NBA D-League (1): 2018
- Mejor Quinteto de la ACB (2): 2019, 2021.
- Mejor Defensor de la ACB (5): 2021, 2022, 2023, 2024, 2025.
- Mejor Defensor de la Euroliga (2): 2019, 2021
- Segundo Mejor Quinteto de la Euroliga (1): 2019.
- Segundo Mejor Quinteto de la ACB (2): 2020, 2022.
- Mejor Quinteto de la Euroliga (1): 2021.
- Mejor Quinteto del AfroBasket (1): 2021.
- MVP Final ACB (1): 2022.
- MVP de la Final Four (1): 2023.
- MVP Supercopa de España (1): 2022 .